# Governo Badoglio II
Il governo Badoglio II è stato il sessantunesimo esecutivo del Regno d'Italia, il secondo guidato da Pietro Badoglio.
Esso, nato in seguito alla svolta di Salerno (con cui il Partito Comunista Italiano di Palmiro Togliatti accettò di collaborare con Pietro Badoglio, capo del governo dal 25 luglio 1943, e la monarchia sabauda), è stato in carica dal 22 aprile al 18 giugno 1944 (sebbene già dimissionario dal precedente 6 giugno), per un totale di 57 giorni (ovvero un mese e 27 giorni) durante il cosiddetto Periodo costituzionale transitorio, essendo stato il primo esecutivo aperto ai sei partiti politici antifascisti riuniti nel Comitato di Liberazione Nazionale (CLN). Di seguito, il comunicato di nomina:
Il giuramento dei ministri nelle mani del Re avvenne a Villa Episcopio a Ravello.
Diede le dimissioni il 6 giugno 1944, immediatamente dopo la liberazione di Roma dall'occupazione nazi-fascista.
In questo governo, tramite regio decreto, sono state disposte alcune modifiche di ministeri. Tra le varie, nello specifico:
- Con R.D. del 16 maggio 1944, n. 136, venne alterata la denominazione di "Capo del Governo Primo Ministro Segretario di Stato" in "Presidente del Consiglio dei Ministri, Primo Ministro Segretario di Stato";
- Con R.D. del 29 maggio 1944, n. 142, venne alterata la denominazione del "Ministero dell'educazione nazionale" in "Ministero della pubblica istruzione".

## Compagine di governo

### Appartenenza politica
| Partito | Partito                                 | Presidente | Ministri | Commissari | Sottosegretari | Totale |
| ------- | --------------------------------------- | ---------- | -------- | ---------- | -------------- | ------ |
|         | Militare                                | 1          | 6        | 1          | -              | 8      |
|         | Partito Socialista Italiano             | -          | 2        | 2          | 2              | 6      |
|         | Partito d'Azione                        | -          | 2        | 1          | 1              | 4      |
|         | Partito Comunista Italiano              | -          | 2        | -          | 2              | 4      |
|         | Partito Liberale Italiano               | -          | 3        | -          | 1              | 4      |
|         | Indipendente (politica)                 | -          | 1        | -          | 3              | 4      |
|         | Democrazia Cristiana                    | -          | 2        | -          | 1              | 3      |
|         | Partito Democratico del Lavoro (Italia) | -          | 1        | -          | 2              | 3      |

## Composizione
| Carica                                                                    | Titolare                              | Titolare                                        | Titolare                                      | Sottosegretari |
| Presidenza del Consiglio dei ministri                                     | Presidenza del Consiglio dei ministri | Presidenza del Consiglio dei ministri           | Presidenza del Consiglio dei ministri         | Sottosegretario di Stato alla Presidenza del Consiglio |
| ------------------------------------------------------------------------- | ------------------------------------- | ----------------------------------------------- | --------------------------------------------- | --- |
| Presidente del Consiglio dei Ministri, Primo Ministro Segretario di Stato |                                       |                                                 | Pietro Badoglio (Militare)                    | Renato Morelli (PLI) |
| Ministri senza portafoglio                                                | Ministri senza portafoglio            | Ministri senza portafoglio                      | Ministri senza portafoglio                    | Sottosegretario |
| Ministri senza portafoglio                                                |                                       |                                                 | Palmiro Togliatti (PCI)                       | Carica non assegnata |
| Ministri senza portafoglio                                                |                                       | Benedetto Croce (PLI)                           |                                               | Carica non assegnata |
| Ministri senza portafoglio                                                |                                       | Carlo Sforza (Indipendente)                     |                                               | Carica non assegnata |
| Ministri senza portafoglio                                                |                                       | Giulio Rodinò di Miglione (DC)                  |                                               | Carica non assegnata |
| Ministri senza portafoglio                                                |                                       | Pietro Mancini (PSIUP)                          |                                               | Carica non assegnata |
| Ministero                                                                 | Ministri                              | Ministri                                        | Ministri                                      | Sottosegretario |
| Affari esteri                                                             | Pietro Badoglio (Militare) Ad interim | Pietro Badoglio (Militare) Ad interim           | Pietro Badoglio (Militare) Ad interim         | Carica non assegnata |
| Africa Italiana                                                           | Pietro Badoglio (Militare) Ad interim | Pietro Badoglio (Militare) Ad interim           | Pietro Badoglio (Militare) Ad interim         | Carica non assegnata |
| Interno                                                                   |                                       |                                                 | Salvatore Aldisio (DC)                        | - Nicola Salerno (PSIUP) - Filippo Caracciolo (Pd'A) |
| Grazia e Giustizia                                                        |                                       |                                                 | Vincenzo Arangio-Ruiz (PLI)                   | Nicola Lombardi (PDL) |
| Finanze                                                                   |                                       |                                                 | Quinto Quintieri (PLI)                        | Antonio Pesenti (PCI) |
| Guerra                                                                    |                                       |                                                 | Taddeo Orlando (Militare)                     | Mario Palermo (PCI) |
| Aeronautica                                                               |                                       |                                                 | Renato Sandalli (Militare)                    | Carica non assegnata |
| Marina                                                                    |                                       |                                                 | Raffaele de Courten (Militare)                | Domenico Albergo (PSIUP) Sottosegretario con delega alla Marina mercantile                                                                                          |
| Agricoltura e Foreste                                                     |                                       |                                                 | Fausto Gullo (PCI)                            | Gino Bergami (Indipendente) |
| Industria, Commercio e Lavoro                                             |                                       |                                                 | Attilio Di Napoli (PSIUP)                     | Francesco Sansonetti (PSIUP) |
| Lavori Pubblici                                                           |                                       |                                                 | Alberto Tarchiani (Pd'A)                      | Adolfo Cilento (PDL) |
| Comunicazioni                                                             |                                       |                                                 | Francesco Cerabona (PDL)                      | - Giovanni Di Raimondo (Indipendente) Sottosegretario con delega per le ferrovie - Mario Fano (Indipendente) Sottosegretario con delega per le poste ed i telegrafi |
| Pubblica Istruzione                                                       |                                       |                                                 | Adolfo Omodeo (Pd'A)                          | Angelo Raffaele Jervolino (DC) |
| Alti commissariati                                                        |                                       |                                                 |                                               | |
| Sardegna                                                                  |                                       |                                                 | Pietro Pinna Parpaglia (Militare)             | Pietro Pinna Parpaglia (Militare) |
| Sicilia                                                                   |                                       |                                                 | Francesco Musotto (PSIUP)                     | Francesco Musotto (PSIUP) |
| Epurazione nazionale del Fascismo                                         |                                       |                                                 | Tito Zaniboni (PSIUP) (fino al 2 giugno 1944) | Tito Zaniboni (PSIUP) (fino al 2 giugno 1944) |
| Epurazione nazionale del Fascismo                                         |                                       | Carlo Sforza (Indipendente) (dal 2 giugno 1944) |                                               | |
| Aggiunto                                                                  |                                       |                                                 | Mario Berlinguer (Pd'A) (dal 2 giugno 1944)   | Mario Berlinguer (Pd'A) (dal 2 giugno 1944) |

## Cronologia
- 22 aprile - Il governo giura dinnanzi al Re.
- 18 maggio - Pressata su più punti ed aspramente contesta, viene infine espugnata la Linea Gustav, permettendo l’avanzata degli Alleati verso Roma.
- 23-24 maggio - Dopo un temporaneo rallentamento, viene sfondata grazie ai rinforzi dello Sbarco di Anzio anche la Linea Hitler. I tedeschi ripiegano verso la Linea Caesar.
- 28-30 maggio - Dopo aspri combattimenti e bombardamenti, tra cui quelli di Pescara, viene infine sfondata anche la Linea Caesar, che i tedeschi avevano invano tentato di difendere. Questi dunque ripiegano in parte su rami meno fortificati (Rome Switch Line e Linea del Trasimeno), presto sfondati, e per la maggior parte sulla Linea Albert.
- 4-5 giugno - Gli Alleati giungono a Roma, liberandola.
- 5 giugno - Ai sensi degli accordi presi durante la Svolta di Salerno, Umberto di Savoia viene nominato dal Re, Vittorio Emanuele III di Savoia, Luogotenente generale del Regno, in cambio di un congelamento provvisorio della Questione istituzionale. Umberto II torna a Roma, presso il Palazzo del Quirinale, mentre il padre Vittorio, formalmente ancora Re, si astiene dall’esercizio dei suoi poteri e resta a Salerno.
- 6 giugno - In virtù degli eventi bellici favorevoli e della ripresa del controllo della maggioranza del paese, il governo dà le dimissioni al fine di assicurare una transizione ordinata verso un pieno governo civile e rappresentativo (visto anche il rifiuto del sempre più influente CLN di entrare in un nuovo governo Badoglio).
- 9 giugno - Con la firma del Patto di Roma viene istituita la Confederazione Generale Italiana del Lavoro (CGIL), erede della Confederazione Generale del Lavoro (CGdL), forzosamente sciolta dal regime fascista.
- 18 giugno - Su designazione del Comitato di Liberazione Nazionale (CLN), Ivanoe Bonomi viene incaricato dal Luogotenente di formare un gabinetto. Con il giuramento dell’esecutivo, dunque, termina l’esperienza di governo.